# Castillo de Nishio

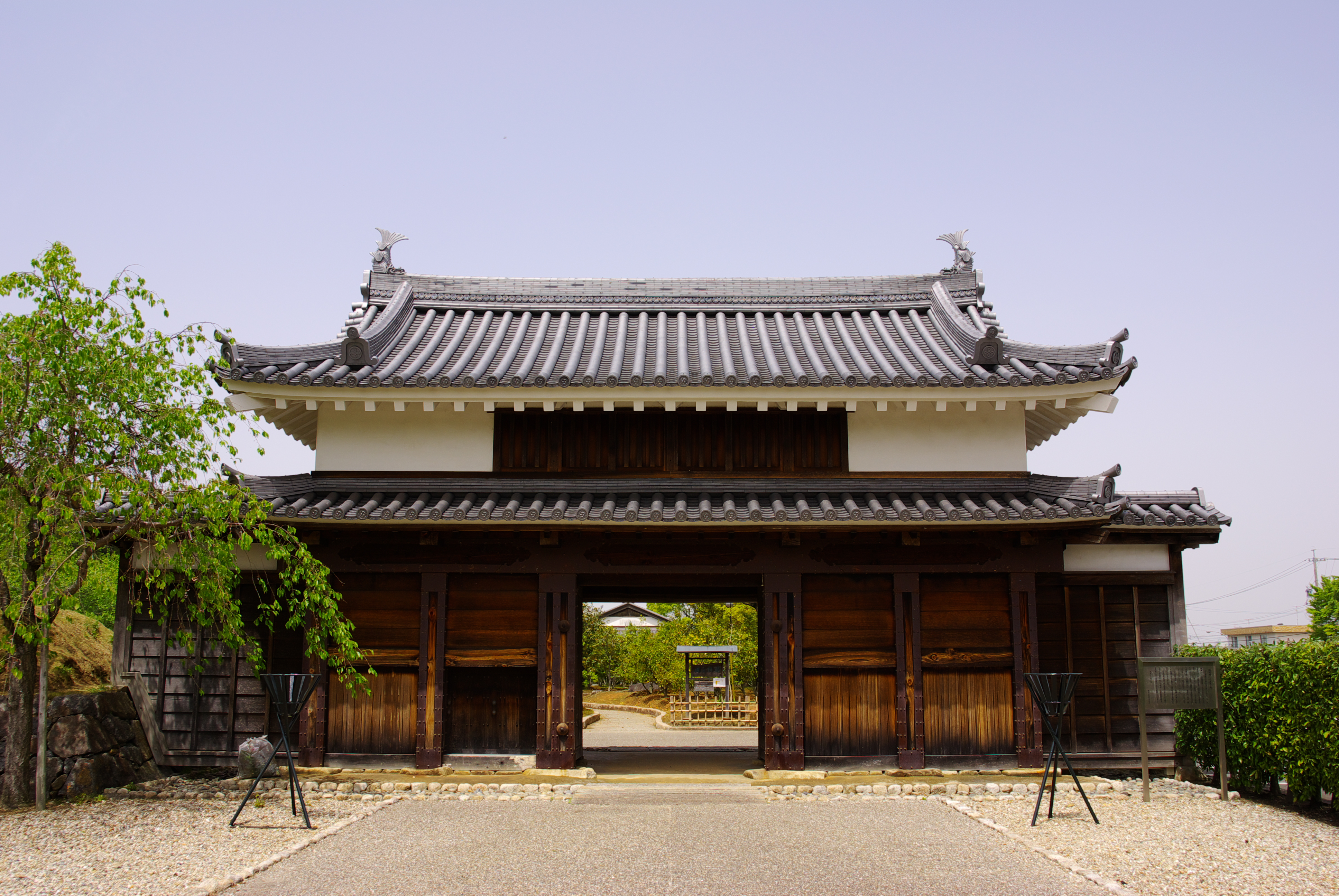
La "puerta de cobre" (reconstrucción)

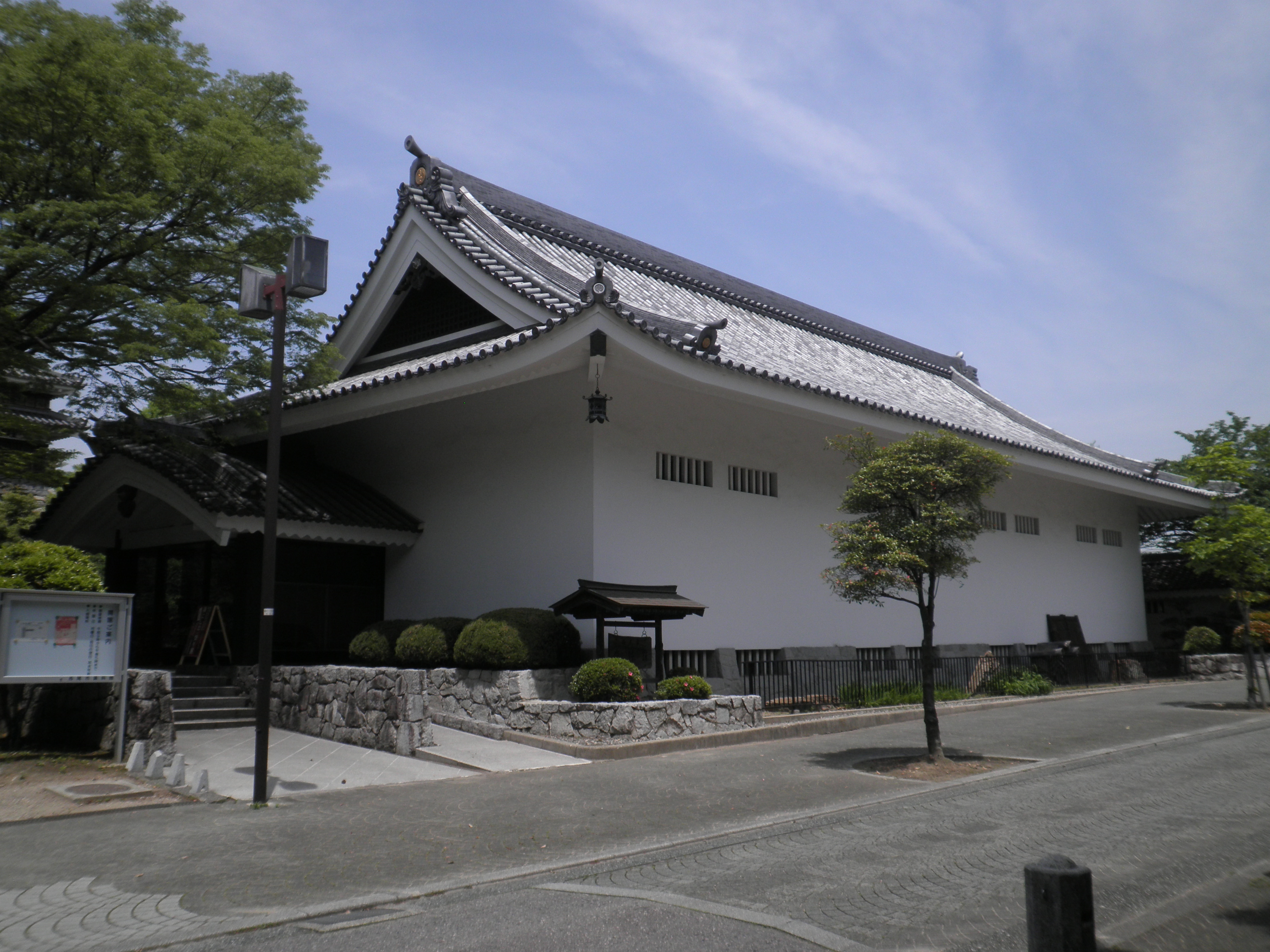
Museo de Historia

El castillo de Nishio (西尾, Nishio-jō) fue un castillo japonés que se encontraba en la ciudad de Nishio, en la Prefectura de Aichi, Japón. Durante el periodo Edo, el castillo de Nishio fue la sede de los daimios fudai del Dominio de Nishio. El castillo fue también conocido como Tsuru-jō (鶴城), Tsuruga-jō (鶴ヶ城), o Saijo-jō (西条城).

## Historia
El castillo de Nishio data del periodo Kamakura, y se llamaba originalmente "castillo de Saijō (西条城, Saijō-jō). Había sido construido por Ashikaga Yoshiuji, supervisor de la Provincia de Mikawa. Ashikaga Mitsuuji, su nieto, fue el fundador del clan Kira, que tuvo su asiento en este castillo.
Durante el periodo Sengoku el castillo estuvo en poder del clan Imagawa, de la Provincia de Suruga. Tras ser derrotados en 1561, cayó en manos de Tokugawa Ieyasu, que se lo entregó a Sakai Masachika. Sakai Shigetada reconstruyó el castillo en 1585 con fosos, murallas de piedra, varias torres de vigilancia (yagura), puertas y una torre del homenaje. Cuando Ieyasu fue reubicado a la región de Kantō, sus territorios en Nishio le fueron entregados al daimio de Okazaki, Tanaka Yoshimasa, que amplió todavía más el castillo. Yoshimasa cedió el control del mismo en 1601 a Honda Yasutoshi. Durante el periodo Edo el castillo cambió de manos siete veces hasta que, en 1764, Matsudaira Norisuke, de la rama Ōgyū del clan Matsudaira, se hizo con el mismo. Este clan residió allí hasta el año 1868.

### Señores durante el periodo Edo
- A partir de 1601, una rama del clan Honda, con 20.000 koku.
- A partir de 1617 Matsudaira (Ōgyū) Narishige, con 20.000 koku.
- A partir de 1621, rama del clan Honda con 35.000 koku.
- A partir de 1638 los Ōta con 35.000 koku.
- A partir de 1645, los Ii, con 35.000 koku.
- A partir de 1659 los Mashiyama, con más de 20.000 koku.
- A partir de 1663 una rama del clan Doi con 23.000 koku.
- A partir de 1747 el clan Miura con 23.000 koku.
- A partir de 1764, de nuevo, los Ōgyū-Matsudaira con 60.000 koku.

### Las Instalaciones
El Castillo de Nishio estaba situado en la llanura existente entre el río Yahagi y un afluente del mismo. En la parte sudoeste de los terrenos del castillo se encuentran el recinto central (honmaru) y el segundo recinto (ninomaru), además había un recinto al oeste (higashinomaru) y otro al norte (kitanomaru). Delante estaba el tercer recinto (sannomaru). El castillo estaba protegido en su parte posterior por el terreno pantanoso sobre el que había sido erigido.

## El castillo hoy
El castillo fue desmantelado durante la restauración Meiji, en 1872 y gran parte de los fosos fueron rellenados. El año 1996, con el objetivo de fomentar el turismo. se reconstruyeron la torre de vigilancia Ushitora y la puerta de acceso al ni-no-maru, la "Chūjaku-mon" (鍮石門), o "puerta de cobre", nombre que hacía alusión al metal en el que estaban guarnicionadas las hojas de la misma. También fueron reparados los muros del honmaru y el ninomaru y los fosos. Los terrenos del castillo albergan el "Parque Histórico de la ciudad de Nishio" (西尾市歴史公園, Nishio-shi rekishi kōen). Además, junto a dos santuarios sintoístas, el Nishio-jinja (西尾神社) y el Mitsuru Hachiman-gū (御鶴八幡宮) se encuentra allí un edificio construido al estilo antiguo, el Museo de Nishio (西尾市資料館, Nishio-shi shiryōkan).